# Maráza, Baranya
Maráza (în germană Marase) este un sat în districtul Mohács, județul Baranya, Ungaria, având o populație de 187 de locuitori (2011). 

## Demografie
Componența etnică a satului Maráza
     Maghiari (72,2%)
     Germani (22,42%)
     Romi (3,59%)
     Croați (1,79%)
Componența confesională a satului Maráza
     Romano-catolici (61,5%)
     Luterani (10,16%)
     Reformați (2,14%)
     Fără religie (2,14%)
     Necunoscută (24,06%)
Conform recensământului din 2011, satul Maráza avea 187 de locuitori. Din punct de vedere etnic, majoritatea locuitorilor (72,2%) erau maghiari, existând și minorități de germani (22,42%), romi (3,59%) și croați (1,79%).  Din punct de vedere confesional, majoritatea locuitorilor (61,5%) erau romano-catolici, existând și minorități de luterani (10,16%), reformați (2,14%) și persoane fără religie (2,14%). Pentru 24,06% din locuitori nu este cunoscută apartenența confesională.